# 수잔 브링크의 아리랑
《수잔 브링크의 아리랑》은 대한민국의 영화이다. 감독 장길수. 대한민국에서 스웨덴으로 입양된 수잔 브링크의 실제 이야기를 바탕으로 만들었으며 1991년에 개봉되었다.

## 출연배우
- 최진실 - 수잔 브링크(신유숙) 역
- 김윤경 - 친어머니 역
- 안병경 - 오빠 역
- Lars Green - 양아버지 역
- Pia Green - 양어머니 역

## 제작
- 제작자 : 김계성
- 각본 : 장길수, 유우제
- 촬영 : 손현채
- 음악 : 신병하
- 편집 : 김희수
- 스틸 : 윤진호
- 원작 : 유우제
- 조명 : 박창호
- 제작사 : 세원필름